# Karl Bülbring

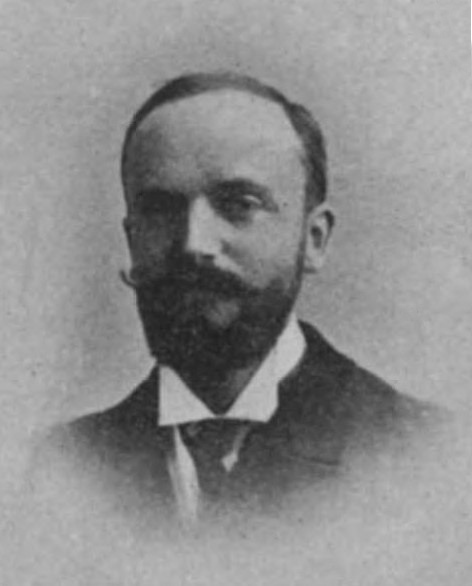
Karl Daniël Büllbring, ca. 1898

Karl Daniel Bülbring (Vörden, 24 juli 1863 - Bonn, 22 maart 1917) was een Duitse hoogleraar in de Engelse taal- en letterkunde aan de Rijksuniversiteit Groningen en de Rheinische Friedrich-Wilhelms Universiteit in Bonn.

## Leven en werk
Bülbring was gehuwd met Hortense Leonore Kann (4 mei 1868– 1 augustus 1938). Zij kwam uit een Haags-joodse bankiersfamilie en was de zuster van Jacobus Kann.
Bülbring is in 1890 gepromoveerd aan de universiteit van Heidelberg op de dissertatie Geschichte des Ablaute der starken Zeitwörter innerhalb des Sudenglischen en verkreeg hiermee de titel Doctor in de filosofie.
Op 4 maart 1893 werd hij bij Koninklijk Besluit benoemd als hoogleraar in de Engelse taal- en letterkunde aan de Rijksuniversiteit van Groningen. Tevens was hij voorzitter van de commissie voor akte-examens Engelse taal- en letterkunde. Op 13 mei 1893 hield hij zijn inaugurele rede met als titel Wege und Ziele der englischen Philologie. Bülbring heeft met name belangrijke bijdragen geleverd op het gebied van taalverwerving. Op 1 oktober 1900 nam hij in Groningen afscheid als hoogleraar omdat hij als hoogleraar was benoemd in Bonn.

## Persoonlijk leven
Bülbring en zijn vrouw hadden vier kinderen, van wie een zoon (Hans) en een dochter (Lucie) in Groningen geboren zijn. Zijn zoon Hans is in 1918 gesneuveld in de Eerste Wereldoorlog aan het westfront. Een zoon (Jacobus) en een dochter (Edith) zijn in Duitsland geboren. Volgens de tekst van zijn overlijdensadvertentie was hij Geheimrat van keizer Wilhelm II van Duitsland.